# Trichomorpha erosa
Trichomorpha erosa är en mångfotingart som beskrevs av Loomis 1972. Trichomorpha erosa ingår i släktet Trichomorpha och familjen Chelodesmidae. Inga underarter finns listade i Catalogue of Life.